# 武爾毛爾峰

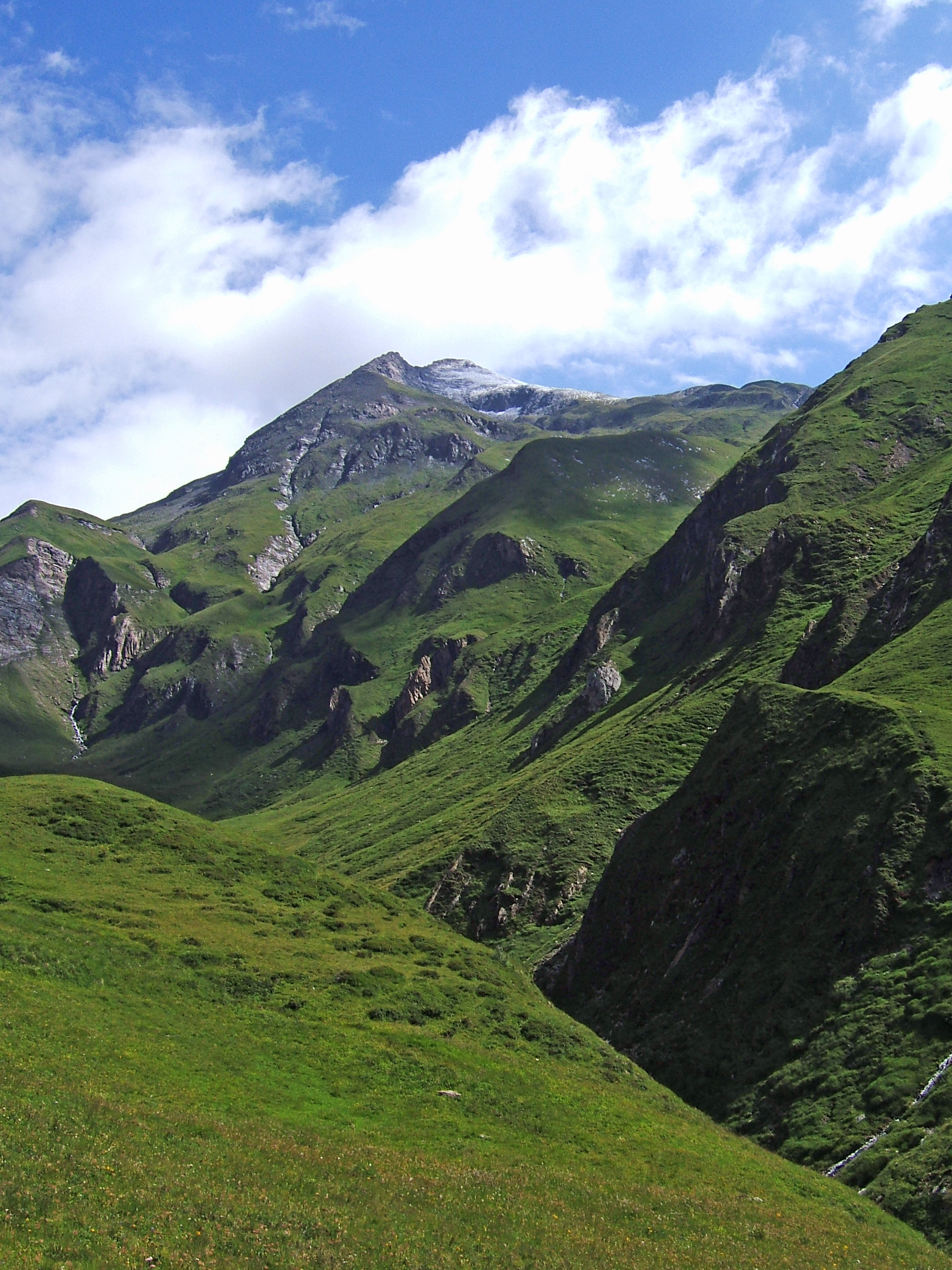

46°54′52″N 11°38′13″E / 46.91444°N 11.63694°E
武爾毛爾峰（義大利語：Cima di Valmala），是意大利的山峰，位於該國東北部，由博爾扎諾-南蒂羅爾自治省負責管轄，屬於齊勒塔爾阿爾卑斯山脈的一部分，海拔高度3,022米，每年平均降雨量1,579毫米。